# No Substance
No Substance is het tiende studioalbum van de Amerikaanse punkband Bad Religion. Het is de derde plaat uitgegeven op Atlantic Records en het tweede album zonder gitarist Brett Gurewitz.
Het album werd in 1998 door Sputnikmusic uitgeroepen tot het op vijfentwintig na beste punkalbum van het jaar.

## Hoes
De dame op de hoesfoto is Kristen Johnston, beter bekend als Sally Solomon van de komische serie 3rd Rock from the Sun.

## Tracklist
1. "Hear It" – 1:49 (Greg Graffin)
2. "Shades of Truth" – 4:01 (Greg Graffin)
3. "All Fantastic Images" – 2:08 (Greg Graffin, Brian Baker)
4. "The Biggest Killer in American History" – 2:14 (Greg Graffin)
5. "No Substance" – 3:04 (Greg Graffin)
6. "Raise Your Voice!" – 2:55 (Greg Graffin)
7. "Sowing the Seeds of Utopia" – 2:01 (Greg Graffin)
8. "The Hippy Killers" – 3:01 (Greg Graffin)
9. "The State of the End of the Millennium Address" – 2:22 (Greg Graffin, Brian Baker)
10. "The Voracious March of Godliness" – 2:27 (Greg Graffin)
11. "Mediocre Minds" – 1:56 (Greg Graffin, Greg Hetson)
12. "Victims of the Revolution" – 3:17 (Greg Graffin, Brian Baker)
13. "Strange Denial" – 3:02 (Greg Graffin)
14. "At the Mercy of Imbeciles" – 1:34 (Greg Graffin, Brian Baker & Greg Hetson)
15. "The Same Person" – 2:49 (Greg Graffin, Brain Baker & Jay Bentley)
16. "In So Many Ways" – 3:04 (Greg Graffin)
17. "Dream of Unity" (Japans bonusnummer) - 2:50 (Greg Graffin)

Noot: tussen haakjes staat de tekstschrijver.

## Samenstelling
- Greg Graffin - zang
- Brian Baker - gitaar
- Greg Hetson - gitaar
- Jay Bentley - basgitaar
- Bobby Schayer - drums
- Campino (van Die Toten Hosen) - zang in "Raise Your Voice!"